# Vennootschap onder firma
Een vennootschap onder firma (vof), is in Nederland en België een eenvoudige manier waarop twee of meer personen samen een onderneming kunnen oprichten. Het betekent in feite dat zij onder een gezamenlijke naam of firma optreden. In de regel nemen zij beslissingen voor elkaar, maar anderzijds zijn zij ook aansprakelijk voor elkaars bestuur; er is dus geen beperkte aansprakelijkheid. De Belgische vof heeft rechtspersoonlijkheid, de Nederlandse niet.

## Belgische vof
Wegens de zware verantwoordelijkheden komt de vof in België weinig voor. Er is geen enkele beperking van de aansprakelijkheid; een vennoot wordt integendeel ook aansprakelijk voor de handelingen van zijn medevennoot of -vennoten. De meest voorkomende vorm is een vof van twee andere vennootschappen, bijvoorbeeld twee nv's. Doordat de vof rechtspersoonlijkheid heeft, valt zij in fiscaal opzicht onder de vennootschapsbelasting.
Een vof kan worden opgericht door natuurlijke personen, door rechtspersonen en door niet rechtspersoonlijkheid bezittende samenwerkingsverbanden.
De oprichtingsakte van de vof dient te worden gepubliceerd in het Belgisch Staatsblad. Vanaf dat moment verkrijgt de vof rechtspersoonlijkheid en is het bestaan ervan tegenwerpelijk aan derden. De publicatie geschiedt door het neerleggen van de oprichtingsakte bij de griffie van de ondernemingsrechtbank. Deze oprichtingsakte kan een onderhandse akte zijn, en hoeft dus niet door een notaris te worden gemaakt. Verder dient er een inschrijving in de KBO te worden gedaan, via een ondernemingsloket.
De precieze definitie van de Belgische vennootschap onder firma is het onderwerp van Boek V van het wetboek van vennootschappen.

## Nederlandse vof
Een vof kan worden opgericht door natuurlijke personen of door rechtspersonen. Rechtspersonen gebruiken een vof soms in het kader van een bijzonder project, zoals een groot bouwproject.
Voor het oprichten van een vof bepaalt artikel 22 uit het Wetboek van Koophandel, dat deze moet worden aangegaan bij authentieke of bij onderhandse akte, notariële tussenkomst is dus niet noodzakelijk vereist. Een vennootschap onder firma moet wel bij de Kamer van Koophandel worden ingeschreven.
Het verdient aanbeveling dat de vennoten onderling een overeenkomst sluiten, met daarin afspraken over de werkverdeling, de winstverdeling en dergelijke. Ten aanzien van die winstverdeling is een zogenaamd leonijns beding niet toegestaan (van Latijn: leonina, 'des leeuws' oftewel leeuwendeel). De winst moet volgens enige verdeelsleutel onder de vennoten worden verdeeld, wat betekent dat geen vennoot volledig van een aanspraak op de winst kan worden uitgesloten.
De vof is wettelijk geregeld in Boek 1, Titel 3 van het Wetboek van Koophandel: Van de vennootschap onder ene firma en van die bij wijze van geldschieting of "en commandite" genaamd. Artikel 18 bepaalt "In vennootschappen onder eene firma is elk der vennooten, wegens de verbindtenissen der vennootschap, hoofdelijk verbonden." Dit is een verschil met de maatschap.
Een eigenschap van een vof is dus dat de vennoten hoofdelijk aansprakelijk zijn voor gemaakte schulden. Dit vloeit voort uit het feit dat de vof in Nederland geen zelfstandig rechtssubject is, geen zogenaamde rechtspersoon. De vof is een overeenkomst tussen de vennoten. Dit in tegenstelling tot de situatie bij een besloten vennootschap, wel een rechtspersoon, waar de bestuurders alleen in geval van echt wanbeheer hoofdelijk aansprakelijk zijn. Het vermogen van de vof is niet aansprakelijk voor de persoonlijke schulden van de vennoten. Privé-schulden van de vennoten kunnen in beginsel niet op de vennootschap worden verhaald. Dit zogenaamde leerstuk van het afgescheiden vermogen zou voor een belangrijk deel worden opgelost door het wetsvoorstel Personenvennootschappen, waarmee de vennoten ervoor konden kiezen hun vof rechtspersoonlijkheid te geven of niet. De minister heeft dit wetsvoorstel evenwel eind 2011 geheel ingetrokken, waarmee het onderscheid tussen rechtspersonen en samenwerkingsverbanden zonder rechtspersoonlijkheid overeind blijft.

### Commanditaire vennootschap
Een speciale vorm van de vof is de commanditaire vennootschap, ook wel vennootschap en commandite genoemd, afgekort CommV.

### Fiscale aspecten
De vof zelf is met betrekking tot haar winst niet belastingplichtig voor de vennootschapsbelasting of de inkomstenbelasting. Het resultaat van de vof wordt namelijk toegerekend aan de vennoten. Iedere vennoot is voor zijn winstaandeel zelf belastingplichtig voor ofwel de inkomstenbelasting dan wel de vennootschapsbelasting. Een vof heet voor haar winst in het jargon fiscaal transparant te zijn. Een uitzondering op de fiscale transparantie geldt onder omstandigheden voor commanditaire vennootschappen. Wanneer tussen de vennoten geen nadere afspraken zijn gemaakt, geldt dat iedere vennoot een gelijk deel van de winst van de vof dient aan te geven.
De vof kan wel zelfstandig belastingplichtig zijn voor andere belastingen, zoals de omzetbelasting.

## Vormen van vennootschappen
- Overzichtspagina
- Eenmanszaak
- Besloten vennootschap met beperkte aansprakelijkheid
- Naamloze vennootschap
- Commanditaire vennootschap
- Coöperatie